# Haptanthus hazlettii
Haptanthus hazlettii és una espècie d'angiosperma, l'única del gènere Haptanthus, la situació taxonòmica de la qual ha estat controvertida. L'última actualització dels sistema de classificació APG (APG IV) la situa dins la família Buxaceae mercès a estudis de filogènia molecular.
Es tracta d'una planta molt rara i molt poc coneguda que només es troba a Matarras, Hondures. No és clar si Haptanthus és una planta extinta; la zona on es va trobar originàriament conté l'herba introduïda Megathyrsus maximus.

## Història taxonòmica
Haptanthus va ser ubicat en la seva pròpia família Haptanthaceae C. Nelson per Shipunov el 2005, però va ser consoderat un tàxon sense ubicar (tàxons incertae sedis) pel sistema APG (Stevens, P. F., Angiosperm Phylogeny Website, 2001 onwards) i altres per tenir dades insuficients: els seus fruits i llavors encara són desconeguts.
Goldberg (de la Smithsonian Institution) prefereix no assignar-lo a cap família, després de comparar-lo amb altres famílies, les més probables són Flacourtiaceae i Euphorbiaceae. Doust aprecia la seva semblança amb les Buxaceae. Ha fallat seqüenciar l'ADN de l'única mostra coneguda.
Hi ha hagut diversos intents de recollir material de Haptanthus, però només va ser possible en l'expedició de l'any 2010 portada a terme per A. Shipunov i E. Shipunova.